# Roberto Mezzaroma
Roberto Mezzaroma (ur. 11 sierpnia 1946 w Rzymie) – włoski przedsiębiorca i polityk, poseł do Parlamentu Europejskiego IV kadencji.

## Życiorys
Z zawodu geodeta, w 1976 ukończył architekturę. Pracował na kierowniczych stanowiskach w przedsiębiorstwach branży budowlanej, m.in. w Gruppo Mezzaroma oraz w Impreme.
W latach 1994–1999 z listy Forza Italia sprawował mandat eurodeputowanego IV kadencji. Był m.in. członkiem Komisji ds. Gospodarczych i Walutowych oraz Polityki Przemysłowej, a także Komisji ds. Socjalnych i Zatrudnienia. Zaangażowany w działalność organizacji katolickich, był prezesem i wiceprezesem zrzeszającej chrześcijańskich menedżerów i dyrektorów organizacji UCID, a także współzałożycielem ruchu katolickiego MEDIC.
Odznaczony Komandorią Orderu Zasługi Republiki Włoskiej (2009).